# هرنك
 هرنك  قرية كبيرة تتبع ناحية كوخرد  (بالفارسية: بخش كوخرد)  من توابع مدينة بستك وتقع في محافظة هرمزگان في جنوب إيران.

## السكان
عدد سكانها 4325 نسمة حسب تعداد السكان لعام 2006 للميلاد، من أهل السنة والجماعة وعلى المذهب الشافعي. ولهم إحدى عشرة مسجداً، ومدرسة ابتدائية للبنين ومدرسة ابتدائية للبنات ومدرسة اعدادية للبنين ومدرسة اعدادية للبنات ومدرسة ثانوية للبنين ومدرسة ثانوية للبنات وفيها 35 بركة لحفظ ماء المطر ويوجد ايضاء مكتبة عمومية وعيادة صحية وبها شركة الجبس أو الاسمنت الأبيض (شركت گچ صدف) تستخرج المعادن من جبال المحيطة بهرنك ويتكلم الجميع اللهجة البستكية.

## حدود هرنك
حدود هرنك: من الشمال سلسلة جبال الناخ، ومن الجنوب نهر مهران، ومن الغرب صحراء خلوص، ومن الشرق تنتهي بـ ناحية كوخرد.

## الماء والزراعة في هرنك
كانة المياه في هرنك غدبة في الماض، وكان مياه مدينة جناح من هرنك تنقل بواسطة الانابيب. ويوجد في هرنك 15 الف نخلة ويزرع ايضاء الكثير من الخضراوات والآن بدء اهتمام الناس يقل بالزراعة لأن المياه بدأت تصبح مالحة وغير صالحة للزراعة ماعدا بعض الآبار الصغيرة صالحة للري.

## وصلات خارجية
- الادارية لمحافظة هرمزغان
- الادارية لمحافظة هرمزغان (بلده كوخرد)